# Пересечения предполных классов булевой логики
Пересечения предполных классов булевой логики являются замкнутыми классами в {\displaystyle P_{2}}. Пересечениями предполных классов не исчерпываются все замкнутые классы в {\displaystyle P_{2}}, так как пересечений конечное число, а всего замкнутых классов счётное число.

## Функции, сохраняющие константы
Функция, сохраняющая константы, — функция {\displaystyle f\colon E_{2}^{n}\to E_{2}}, для которой выполняются два условия:
- {\displaystyle f(0,\ldots ,0)=0};
- {\displaystyle f(1,\ldots ,1)=1}.

Примеры: тождественная функция {\displaystyle x}, конъюнкция {\displaystyle \land }, дизъюнкция {\displaystyle \lor }, функция голосования {\displaystyle m(x,y,z)}, {\displaystyle x\oplus y\oplus z}. Для {\displaystyle n>0} количество {\displaystyle n}-арных функций, сохраняющих константы, равно {\displaystyle 2^{2^{n}-2}}. Нульарных функций, сохраняющих константы, нет.
Класс функций, сохраняющих константы, является замкнутым и равен {\displaystyle T_{0}\cap T_{1}} (обозначение Поста — {\displaystyle C_{4}}). Он является предполным в {\displaystyle T_{0}} и {\displaystyle T_{1}}. В {\displaystyle T_{0}\cap T_{1}} 4 предполных класса: {\displaystyle T_{0,2}\cap T_{1}}, {\displaystyle T_{1,2}\cap T_{0}}, {\displaystyle M\cap T_{0}\cap T_{1}}, {\displaystyle T_{0}\cap S=T_{1}\cap S}. Примеры базисов: {\displaystyle \{x\oplus y\oplus z,\land \}}, {\displaystyle \{x\oplus y\oplus z,\lor \}}, {\displaystyle \{xy\oplus y\oplus z\}}. Порядок {\displaystyle T_{0}\cap T_{1}} равен {\displaystyle 3}. В {\displaystyle T_{0}\cap T_{1}} есть шефферовы функции, например {\displaystyle xy\oplus y\oplus z}. Минимальное количество функций в базисе — {\displaystyle 1}, максимальное — {\displaystyle 2}.
Функция сохраняет константы тогда и только тогда, когда она является {\displaystyle \alpha }-функцией (то есть отождествление переменных {\displaystyle f(x,\ldots ,x)=x}). Поэтому, класс {\displaystyle T_{0}\cap T_{1}} можно определить как множество всех {\displaystyle \alpha }-функций. Именно так он определялся в некоторой старой литературе, включая монографию Поста. Класс {\displaystyle T_{0}\cap T_{1}} самодвойственен.

## Монотонные функции без 1
Монотонные функции, не равные тождественно 1, образуют замкнутый класс, равный {\displaystyle M\cap T_{0}}. Класс {\displaystyle M\cap T_{0}} двойственен к {\displaystyle M\cap T_{1}}. Он является предполным в классах {\displaystyle T_{0}} и {\displaystyle M}. Обозначение Поста — {\displaystyle A_{3}}. Предполных класса 3: {\displaystyle M\cap T_{0}\cap T_{1}} (класс монотонных функций, не равных тождественно константе), {\displaystyle M\cap T_{0,2}} (класс монотонных фукнций, удовлетворяющих условию {\displaystyle \langle 1^{2}\rangle }) и {\displaystyle D\cap T_{0}} (класс дизъюнкций с константами). Примеры базисов: {\displaystyle \{0,\lor ,\land \}}, {\displaystyle \{0,m(x,y,z)\}}. Минимальное количество функций в базисе — {\displaystyle 2}, максимальное — {\displaystyle 3}. В классе монотонных функций, не равных тождественно 1, нет шефферовой функции. Порядок класса монотонных функций, не равных тождественно 1, равен {\displaystyle 2}. Любой базис класса монотонных функций без 1 имеет функцию, тождественно равную {\displaystyle 0}.

## Монотонные функции без 0
Монотонные функции, не равные тождественно 0, образуют замкнутый класс, равный {\displaystyle M\cap T_{1}}. Класс {\displaystyle M\cap T_{1}} двойственен к {\displaystyle M\cap T_{0}}. Он является предполным в классах {\displaystyle T_{1}} и {\displaystyle M}. Обозначение Поста — {\displaystyle A_{2}}. Предполных класса 3: {\displaystyle M\cap T_{0}\cap T_{1}} (класс монотонных функций, не равных тождественно константе), {\displaystyle M\cap T_{1,2}} (класс монотонных функций, удовлетворяющих условию {\displaystyle \langle 0^{2}\rangle }) и {\displaystyle D\cap T_{1}} (класс дизъюнкций с константами). Примеры базисов: {\displaystyle \{1,\lor ,\land \}}, {\displaystyle \{1,m(x,y,z)\}}. Минимальное количество функций в базисе — {\displaystyle 2}, максимальное — {\displaystyle 3}. В классе монотонных функций, не равных тождественно 0, нет шефферовой функции. Порядок класса монотонных функций, не равных тождественно 0, равен {\displaystyle 2}. Любой базис класса монотонных функций без 0 имеет функцию, тождественно равную {\displaystyle 1}.

## Монотонные функции без констант
Монотонные функции, не равные тождественно константе, образуют замкнутый класс, равный {\displaystyle M\cap T_{0}\cap T_{1}}. Он является предполным в классах {\displaystyle T_{0}\cap T_{1}}, {\displaystyle M\cap T_{0}} и {\displaystyle M\cap T_{1}}. Обозначение Поста — {\displaystyle A_{4}}. Предполных класса 2: {\displaystyle T_{0,2}\cap T_{1}\cap M} (класс монотонных фукнций, удовлетворяющих условию {\displaystyle \langle 1^{2}\rangle } и сохраняющих 1) и {\displaystyle T_{1,2}\cap T_{0}\cap M} (класс монотонных функций, удовлетворяющих условию {\displaystyle \langle 0^{2}\rangle } и сохраняющих 0). Примеры базисов: {\displaystyle \{\lor ,\land \}}, {\displaystyle \{xy\lor zw\}}. В {\displaystyle M\cap T_{0}\cap T_{1}} есть шефферовы функции, например {\displaystyle \{xy\lor zw\}}. Минимальное количество функций в базисе — {\displaystyle 1}, максимальное — {\displaystyle 2}. Порядок класса монотонных функций без констант равен {\displaystyle 2}. Класс {\displaystyle M\cap T_{0}\cap T_{1}} самодвойственен.

## Линейные функции, сохраняющие 0
Линейные функции, сохраняющие 0, образуют замкнутый класс {\displaystyle L\cap T_{0}}. Обозначение Поста — {\displaystyle L_{3}}. Булева функция является линейной, сохраняющей 0, тогда и только тогда, когда её полином Жегалкина линейный без свободного члена. То есть она имеет вид:
{\displaystyle x_{i_{1}}\oplus \ldots \oplus x_{i_{k}}}
Булева функция является линейной, сохраняющей 0, тогда и только тогда, когда её кополином Жегалкина линейный и имеет нечётное число на равных тождественно {\displaystyle 1} членов. То есть она имеет один из двух видов:
{\displaystyle x_{i_{1}}\leftrightarrow \ldots \leftrightarrow x_{i_{2k-1}}}
{\displaystyle x_{i_{1}}\leftrightarrow \ldots \leftrightarrow x_{i_{2k}}\leftrightarrow 0}
Класс {\displaystyle L\cap T_{0}} является предполным в {\displaystyle T_{0}} и в {\displaystyle L}. Предполных класса 2: {\displaystyle L\cap T_{0}\cap T_{1}} и {\displaystyle U\cap T_{0}} (все селекторы и функции, тождественно равные 0). Примеры базисов: {\displaystyle \{x\oplus y\}}, {\displaystyle \{x\oplus y\oplus z,0\}}. В {\displaystyle L\cap T_{0}} есть шефферовы функции, например {\displaystyle \{x\oplus y\}}. Минимальное количество функций в базисе — {\displaystyle 1}, максимальное — {\displaystyle 2}. Порядок класса линейных функций, сохраняющих 0, равен {\displaystyle 2}. Класс {\displaystyle L\cap T_{0}} двойственен классу {\displaystyle L\cap T_{1}}.

## Линейные функции, сохраняющие 1
Линейные функции, сохраняющие 1, образуют замкнутый класс {\displaystyle L\cap T_{1}}. Обозначение Поста — {\displaystyle L_{2}}. Булева функция является линейной, сохраняющей 1, тогда и только тогда, когда её кополином Жегалкина линейный без свободного члена. То есть она имеет вид:
{\displaystyle x_{i_{1}}\leftrightarrow \ldots \leftrightarrow x_{i_{k}}}
Булева функция является линейной, сохраняющей 1, тогда и только тогда, когда её полином Жегалкина линейный и имеет нечётное число ненулевых членов. То есть она имеет один из двух видов:
{\displaystyle x_{i_{1}}\oplus \ldots \oplus x_{i_{2k-1}}}
{\displaystyle x_{i_{1}}\oplus \ldots \oplus x_{i_{2k}}\oplus 1}
Класс {\displaystyle L\cap T_{1}} является предполным в {\displaystyle T_{1}} и в {\displaystyle L}. Предполных класса 2: {\displaystyle L\cap T_{0}\cap T_{1}} и {\displaystyle U\cap T_{1}} (все селекторы и функции, тождественно равные 1). Примеры базисов: {\displaystyle \{x\leftrightarrow y\}}, {\displaystyle \{x\oplus y\oplus z,1\}}. В {\displaystyle L\cap T_{1}} есть шефферовы функции, например {\displaystyle \{x\leftrightarrow y\}}. Минимальное количество функций в базисе — {\displaystyle 1}, максимальное — {\displaystyle 2}. Порядок класса линейных функций, сохраняющих 1, равен {\displaystyle 2}. Класс {\displaystyle L\cap T_{1}} двойственен классу {\displaystyle L\cap T_{0}}.

## Линейные самодвойственные функции
Линейные самодвойственные функции образуют замкнутый класс {\displaystyle L\cap S}. Обозначение Поста — {\displaystyle L_{5}}. Булева функция является линейной самодвойственной тогда и только тогда, когда её полином Жегалкина линейный и в него входит нечётное число переменных. То есть он имеет вид:
{\displaystyle x_{i_{1}}\oplus \ldots \oplus x_{i_{2k-1}}\oplus c}
Двойственно, функция является линейной самодвойственной тогда и только тогда, когда её кополином Жегалкина линейный и в него входит нечётное число переменных. То есть он имеет вид:
{\displaystyle x_{i_{1}}\leftrightarrow \ldots \leftrightarrow x_{i_{2k-1}}\leftrightarrow c}
Класс {\displaystyle L\cap S} является предполным в {\displaystyle S} и в {\displaystyle L}. Предполных класса 2: {\displaystyle L\cap T_{0}\cap T_{1}} и {\displaystyle U\cap S} (все селекторы и отрицания селекторов). Примеры базисов: {\displaystyle \{x\oplus y\oplus z\oplus 1\}}, {\displaystyle \{x\oplus y\oplus z,{\overline {x}}\}}. В {\displaystyle L\cap S} есть шефферовы функции, например {\displaystyle \{x\oplus y\oplus z\oplus 1\}}. Минимальное количество функций в базисе — {\displaystyle 1}, максимальное — {\displaystyle 2}. Порядок класса линейных самодвойственных функций равен {\displaystyle 3}. Класс {\displaystyle L\cap S} самодвойственен.

## Самодвойственные функции, сохраняющие константы
Самодвойственные функции, сохраняющие константы, образуют замкнутый класс {\displaystyle S\cap T_{0}\cap T_{1}=S\cap T_{0}=S\cap T_{1}}. Обозначение Поста — {\displaystyle D_{1}}. Самодвойственная функция сохраняет одну из констант тогда и только тогда, когда она сохраняет другую константу.
Количество самодвойственных функций, сохраняющих константы, арности {\displaystyle n} равно {\displaystyle 2^{2^{n-1}-1}}.
Класс {\displaystyle S\cap T_{0}\cap T_{1}} является предполным в {\displaystyle S} и в {\displaystyle T_{0}\cap T_{1}}. Предполных класса 2: {\displaystyle L\cap T_{0}\cap T_{1}} и {\displaystyle S\cap M}. Примеры базисов: {\displaystyle \{xy\lor x{\overline {z}}\lor y{\overline {z}}\}}, {\displaystyle \{x\oplus y\oplus z,m\}}. В {\displaystyle S\cap T_{0}\cap T_{1}} есть шефферовы функции, например {\displaystyle \{xy\lor x{\overline {z}}\lor y{\overline {z}}\}}. Минимальное количество функций в базисе — {\displaystyle 1}, максимальное — {\displaystyle 2}. Порядок класса самодвойственных функций, сохраняющих константы, равен {\displaystyle 3}. Класс {\displaystyle L\cap T_{0}\cap T_{1}} самодвойственен.

## Линейные функции, сохраняющие константы
Линейные функции, сохраняющие константы, образуют замкнутый класс {\displaystyle L\cap T_{0}\cap T_{1}=L\cap T_{0}\cap S=L\cap T_{1}\cap S=L\cap T_{0}\cap T_{1}\cap S}. Обозначение Поста — {\displaystyle L_{4}}. Булева функция является линейной, сохраняющей константы, тогда и только тогда, когда её полином Жегалкина линейный без свободного члена и содержит нечётное число
ненулевых членов. То есть она имеет вид:
{\displaystyle x_{i_{1}}\oplus \ldots \oplus x_{i_{2k-1}}}
Двойственно, булева функция является линейной, сохраняющей константы, тогда и только тогда, когда её кополином Жегалкина линейный без свободного члена и содержит нечётное число
входящих в него членов. То есть она имеет вид:
{\displaystyle x_{i_{1}}\leftrightarrow \ldots \leftrightarrow x_{i_{2k-1}}}
Для линейной функции равносильны следующие 3 условия:
- сохранение констант;
- сохранение {\displaystyle 0} и самодвойственность;
- сохранение {\displaystyle 1} и самодвойственность.

Класс {\displaystyle L\cap T_{0}\cap T_{1}} является предполным в {\displaystyle L\cap T_{0}}, {\displaystyle L\cap T_{1}}, {\displaystyle L\cap S} и в {\displaystyle S\cap T_{0}\cap T_{1}}. Предполный класс один — класс селекторов {\displaystyle U\cap T_{0}\cap T_{1}}.
Базис всегда состоит из одной функции, например: {\displaystyle \{x\oplus y\oplus z\}}. Любая линейная функция, сохраняющая константы, не являющаяся при этом селектором, образует базис и является шефферовой. Этим исчерпываются все базисы {\displaystyle L\cap T_{0}\cap T_{1}}. Порядок класса линейных функций, сохраняющих константы, равен {\displaystyle 3}. Класс {\displaystyle L\cap T_{0}\cap T_{1}} самодвойственный.

## Монотонные самодвойственные функции
Монотонные самодвойственные функции образуют замкнутый класс {\displaystyle M\cap S=M\cap S\cap T_{0}=M\cap S\cap T_{1}=M\cap S\cap T_{0}\cap T_{1}}. Обозначение Поста — {\displaystyle D_{3}}. Любая монотонная самодвойственная функция сохраняет константы.
Класс {\displaystyle M\cap S} является предполным в {\displaystyle L\cap S}, {\displaystyle T_{0,2}\cap T_{1}\cap M} и в {\displaystyle T_{1,2}\cap T_{0}\cap M}.
Предполный класс один — класс селекторов {\displaystyle U\cap T_{0}\cap T_{1}}.
Базис всегда состоит из одной функции, например: {\displaystyle \{m(x,y,z)\}}. Любая монотонная самодвойственная функция, не являющаяся при этом селектором, образует базис и является шефферовой. Этим исчерпываются все базисы {\displaystyle M\cap S}. Порядок класса монотонных самодвойственных функций равен {\displaystyle 3}. Класс {\displaystyle M\cap S} самодвойственный.

## Селекторы с константами
Селекторы с константами образуют замкнутый класс {\displaystyle M\cap L=U\cap M} ({\displaystyle U} здесь класс всех несущественных функций). Обозначение Поста — {\displaystyle R_{11}}; Яблонский, Гаврилов и Кудрявцев используют обозначение {\displaystyle O_{8}}. Все функции этого класса имеют один из трёх видов:
- {\displaystyle f(x_{1},\ldots ,x_{n})=x_{i}};
- {\displaystyle f(x_{1},\ldots ,x_{n})=0};
- {\displaystyle f(x_{1},\ldots ,x_{n})=1}.

Класс {\displaystyle U\cap M} является предполным в {\displaystyle K}, {\displaystyle D} и в {\displaystyle U}. Предполных класса 3: {\displaystyle M\cap L\cap T_{0}}, {\displaystyle M\cap L\cap T_{1}} и класс констант {\displaystyle C}. Минимальных клона 2: {\displaystyle U\cap T_{0}} и {\displaystyle U\cap T_{1}}. Базис {\displaystyle U\cap M} как замкнутого класса: {\displaystyle \{x,0,1\}}; базис {\displaystyle U\cap M} как как клона: {\displaystyle \{0,1\}}. В {\displaystyle U\cap M} нет шефферовых функций и как для замкнутого класса, и как для клона.
Система функций является базисом в {\displaystyle U\cap M} как замкнутого класса тогда и только тогда, когда она содержит по одной функции из вышеприведённых трёх видов и больше ничего. Система функций является базисом {\displaystyle U\cap M} как клона тогда и только тогда, когда она содержит одну функцию, тождественно равную 0, одну функцию, тождественно равную 1, и больше ничего. Функций в базисе как замкнутого класса всегда ровно 3; функций в базисе как клона всегда ровно 2. Порядок класса селекторов с константами как замкнутого класса равен {\displaystyle 1}, а как клона равен {\displaystyle 0}. Класс {\displaystyle U\cap M} самодвойственен.

## Селекторы с 0
Селекторы с 0 образуют замкнутый класс {\displaystyle M\cap L\cap T_{0}=U\cap T_{0}}. Обозначение Поста — {\displaystyle R_{8}}; Яблонский, Гаврилов и Кудрявцев используют обозначение {\displaystyle O_{6}}. Все функции этого класса имеют один из двух видов:
- {\displaystyle f(x_{1},\ldots ,x_{n})=x_{i}};
- {\displaystyle f(x_{1},\ldots ,x_{n})=0}.

Класс {\displaystyle U\cap T_{0}} является предполным в {\displaystyle K\cap T_{0}}, {\displaystyle D\cap T_{0}}, {\displaystyle L\cap T_{0}} и в {\displaystyle U\cap M}. Предполных класса 2: {\displaystyle U\cap T_{0}\cap T_{1}} и класс нулей {\displaystyle C\cap T_{0}}. Минимальных клонов 1: {\displaystyle U\cap T_{0}\cap T_{1}}. Базис {\displaystyle U\cap T_{0}} как замкнутого класса: {\displaystyle \{x,0\}}; базис {\displaystyle U\cap T_{0}} как как клона: {\displaystyle \{0\}}. В {\displaystyle U\cap T_{0}} нет шефферовых функций как для замкнутого класса, но есть шефферовы функции как для клона.
Система функций является базисом в {\displaystyle U\cap T_{0}} как замкнутого класса тогда и только тогда, когда она содержит по одной функции из вышеприведённых двух видов и больше ничего. Система функций является базисом {\displaystyle U\cap T_{0}} как клона тогда и только тогда, когда она содержит одну функцию, тождественно равную 0, и больше ничего. Функций в базисе как замкнутого класса всегда ровно 2; функций в базисе как клона всегда ровно 1. Порядок класса селекторов с 0 как замкнутого класса равен {\displaystyle 1}, а как клона равен {\displaystyle 0}. Класс {\displaystyle U\cap T_{0}} двойственен классу {\displaystyle U\cap T_{1}}.

## Селекторы с 1
Селекторы с 1 образуют замкнутый класс {\displaystyle M\cap L\cap T_{1}=U\cap T_{1}}. Обозначение Поста — {\displaystyle R_{6}}; Яблонский, Гаврилов и Кудрявцев используют обозначение {\displaystyle O_{5}}. Все функции этого класса имеют один из двух видов:
- {\displaystyle f(x_{1},\ldots ,x_{n})=x_{i}};
- {\displaystyle f(x_{1},\ldots ,x_{n})=1}.

Класс {\displaystyle U\cap T_{1}} является предполным в {\displaystyle K\cap T_{1}}, {\displaystyle D\cap T_{1}}, {\displaystyle L\cap T_{1}} и в {\displaystyle U\cap M}. Предполных класса 2: {\displaystyle U\cap T_{0}\cap T_{1}} и класс единиц {\displaystyle C\cap T_{1}}. Минимальных клонов 1: {\displaystyle U\cap T_{0}\cap T_{1}}. Базис {\displaystyle U\cap T_{1}} как замкнутого класса: {\displaystyle \{x,1\}}; базис {\displaystyle U\cap T_{1}} как как клона: {\displaystyle \{1\}}. В {\displaystyle U\cap T_{1}} нет шефферовых функций как для замкнутого класса, но есть шефферовы функции как для клона.
Система функций является базисом в {\displaystyle U\cap T_{1}} как замкнутого класса тогда и только тогда, когда она содержит по одной функции из вышеприведённых двух видов и больше ничего. Система функций является базисом {\displaystyle U\cap T_{1}} как клона тогда и только тогда, когда она содержит одну функцию, тождественно равную 1, и больше ничего. Функций в базисе как замкнутого класса всегда ровно 2; функций в базисе как клона всегда ровно 1. Порядок класса селекторов с 1 как замкнутого класса равен {\displaystyle 1}, а как клона равен {\displaystyle 0}. Класс {\displaystyle U\cap T_{1}} двойственен классу {\displaystyle U\cap T_{0}}.

## Селекторы
Селекторы образуют замкнутый класс {\displaystyle M\cap L\cap T_{0}\cap T_{1}=M\cap L\cap S=M\cap L\cap S\cap T_{0}=M\cap L\cap S\cap T_{1}=M\cap L\cap S\cap T_{0}\cap T_{1}=U\cap T_{0}\cap T_{1}}. Обозначение Поста — {\displaystyle R_{1}}; Яблонский, Гаврилов и Кудрявцев используют обозначение {\displaystyle O_{1}}. Все функции этого класса являются селекторами, то есть имеют следующий вид:
- {\displaystyle f(x_{1},\ldots ,x_{n})=x_{i}}.

Класс {\displaystyle M\cap L\cap T_{1}} является предполным в {\displaystyle K\cap T_{0}\cap T_{1}}, {\displaystyle D\cap T_{0}\cap T_{1}}, {\displaystyle U\cap T_{0}}, {\displaystyle U\cap T_{1}} и в {\displaystyle U\cap S}. Предполный класс 1: {\displaystyle \varnothing }. Минимальных клонов нет вообще. Базис {\displaystyle U\cap T_{0}\cap T_{1}} как замкнутого класса: {\displaystyle \{x\}}; базис {\displaystyle U\cap T_{0}\cap T_{1}} как как клона: {\displaystyle \varnothing }. В {\displaystyle U\cap T_{0}\cap T_{1}} все функции являются шефферовыми.
Система функций является базисом в {\displaystyle U\cap T_{0}\cap T_{1}} как замкнутого класса тогда и только тогда, когда она состоит из одной функции класса {\displaystyle U\cap T_{0}\cap T_{1}}. Система функций является базисом {\displaystyle U\cap T_{0}\cap T_{1}} как клона тогда и только тогда, когда она является пустым множеством. Функций в базисе как замкнутого класса всегда ровно 1; функций в базисе как клона всегда ровно 0. Порядок класса селекторов как замкнутого класса равен {\displaystyle 1}, а как клона равен {\displaystyle 0}. Класс {\displaystyle U\cap T_{0}\cap T_{1}} самодвойственен.